# دهه ۱۵۸۰ (میلادی)
دهه ۱۵۸۰ (میلادی) صد و پنجاه و هشتمین دهه تقویم میلادی است.

## درگذشتگان
‎